# リーベリ
リーベリ（伊: Liberi）は、イタリア共和国カンパニア州カゼルタ県にある、人口約1,000人の基礎自治体（コムーネ）。

## 地理

### 位置・広がり

#### 隣接コムーネ
隣接するコムーネは以下の通り。
- アルヴィニャーノ
- カイアッツォ
- カステル・ディ・サッソ
- ドラゴーニ
- ポンテラトーネ
- ロッカロマーナ

### 気候分類・地震分類
リーベリにおけるイタリアの気候分類 (it) および度日は、zona D, 1994 GGである。
また、イタリアの地震リスク階級 (it) では、zona 2 (sismicità media) に分類される。

## 行政

### 分離集落
リーベリには、以下の分離集落（フラツィオーネ）がある。
- Cese, Merangeli, Profeti, San Pietro, Veccia, Villa